# Byssochlamys verrucosa
Byssochlamys verrucosa är en svampart som beskrevs av Samson & Tansey 1975. Byssochlamys verrucosa ingår i släktet Byssochlamys och familjen Trichocomaceae.   Inga underarter finns listade i Catalogue of Life.